# Albéric III de Dammartin
Pour les articles homonymes, voir Albéric.
Albéric III (ou II) de Dammartin, né vers 1135 à Dammartin-en-Goële et mort le 19 septembre 1200 à Lillebonne (fief qu'il avait reçu du roi Henri II Plantagenêt vers 1187), était comte de Dammartin.

## Biographie
Il était le fils d'Albéric de Dammartin (et de Clémentine de Bar ?), marié en 1165 avec Mahaut de Clermont (1147-1200), qui était fille de Renaud II de Clermont et d'une épouse inconnue, supposée prendre place entre Adélaïde de Vermandois et Clémence de Bar. 
Il fut fait comte de Dammartin par Louis VI de France en 1162 date de la première mention d’Albéric en tant que comte de Dammartin dans une charte par laquelle il confirme tous les biens tenus par l’abbaye de Chaâlis sur le comté de Dammartin le jour où l’investiture du comté lui a été donnée par le roi Louis VI de France : "Albericus camerarius et filius ejus comes de Dammartin… de manu Ludovici regis Francorum investituram consulatus Domnimartini idem Albericus suscepit".  
Cette abbaye avait déjà fait l’objet de donations de la part de Renaud de Clermont (feu son beau-père) qui se présentait en comte de Dammartin en 1138. D’après la charte de 1162, Albéric a reçu l’investiture du comté des mains du roi. En effet, même si Renaud faisait office de comte de Dammartin, en tant que mari de Clémence, le roi avait conservé le château comme l’indique une charte de 1176. Appartenant au lignage des Dammartin, Albéric pouvait prétendre à ce comté. À la mort du comte Renaud de Clermont, le roi le lui confie.  
Certainement pour dédommager Clémence des droits qu’elle possédait sur le comté, il marie également Albéric, le nouveau comte de Dammartin avec Mathilde, fille de Renaud de Clermont et de Clémence. 
Aubri II de Dammartin semble faire partie des fidèles du roi. En 1180/1181, il est envoyé par le roi Philippe Auguste de France à la tête d’une délégation auprès du roi d’Angleterre. Il participe, au côté du roi, aux opérations contre le comte Philippe de Flandre, durant lesquelles sont pris le château de Dammartin et fait prisonnier le comte Albéric : « 1182, Principes autem ejus (comitis Flandriae), ut leonem catuli, circuibant regionem regis, audactes euntes per arte Silvanectum, depopulando usque in villam quae dicitur Lovres non multum distans a civitate Parisiensi, ceperuntque Albericum comitem de Danmartin super lectum suum, et captus ad comitem Flandriae adduxerunt. ». En 1186, le roi de France fait la paix avec le comte de Flandre et commence à s’opposer au roi Henri II d'Angleterre. Il semble alors que les Dammartin, père et fils, passent au service de ce dernier, puisqu’ils réapparaissent dans les comtes de l’échiquier anglais pour le Norfolk et le Suffolk.
Il est difficile de comprendre l’attitude des Dammartin : veulent-ils agrandir leurs possessions en Angleterre ? Aubri a-t-il mal digéré sa captivité chez le comte de Flandre et veut se venger du roi de France ou se met-il au service du plus puissant selon lui ? Il est difficile de répondre à ces questions. Dans tous les cas, ce choix a pour conséquence leur perte et surtout voit le destin le plus tragique de la famille des Dammartin : Renaud, connu pour être le traître de Bouvines.
Ayant choisi le côté de Jean sans-terre contre celui de Philippe Auguste, il finit en Angleterre. Selon sa volonté, il fut inhumé à l'abbaye de Jumièges en présence de ses fils Renaud, Raoul et Simon.
Ils eurent comme enfants (dits de Mello : si les parents de son père Albéric étaient bien Adèle de Dammartin et Aubry/Aubri/Albéric de Mello) :
- Renaud de Mello-Dammartin (1165-1227), comte de Dammartin, comte d'Aumale en 1204 par la faveur de Philippe Auguste qu'il trahit pourtant ;
- Aelis de Mello-Dammartin (1170-1237), qui épousa Jean († après 1219), châtelain de Trie : d'où la suite des comtes de Dammartin ;
- Simon de Mello-Dammartin (1180-1239), comte d'Aumale en 1206, comte de Ponthieu par son mariage en 1208 avec Marie de Ponthieu ;
- Agnès de Mello-Dammartin (1185-1233), qui épousa Guillaume de Fiennes, fils d'Enguerrand de Fiennes et de Sybille de Boulogne ;
- Clémence de Mello-Dammartin, qui épousa Jacques de Saint-Omer, fils de Guillaume.